# Revue générale de droit international public
La Revue générale de droit international public (RGDIP), sous-titrée Droit des gens, histoire diplomatique, droit pénal, droit fiscal, droit administratif jusqu'en 1977, est une revue juridique française spécialisée dans le droit international public, créée en 1894 par Antoine Pillet et Paul Fauchille, et publiée par les éditions A. Pedone.

## Directeurs
La revue est actuellement dirigée par Carlo Santulli. Parmi les anciens directeurs, on trouve, outre les deux cofondateurs, Albert de Geouffre de La Pradelle, Marcel Sibert, Charles Rousseau et Michel Virally, Pierre-Marie Dupuy et Jean-Pierre Queneudec.